# Astyanax henseli
Astyanax henseli är en fiskart som beskrevs av De Melo och Buckup 2006. Astyanax henseli ingår i släktet Astyanax och familjen Characidae. Inga underarter finns listade.